# Gordon Hunt
Gordon Edwynn Hunt (Pasadena, 26 aprile 1929 – Los Angeles, 17 dicembre 2016) è stato un regista, doppiatore e attore statunitense.

## Carriera
Ha diretto numerose produzioni animate televisive, tra cui I pronipoti, Scooby-Doo, I Superamici, Richie Rich, I Puffi, Gli amici Cercafamiglia, Tom & Jerry Kids, I pirati dell'acqua nera, Droopy: Master Detective e Capitan Planet e i Planeteers.
In qualità di doppiatore ha doppiato il personaggio di Wally in Dilbert (1999-2000), adattamento animato dell'omonima striscia di fumetti.
Nel 1996 ha ricevuto il premio Directors Guild of America Award come "Outstanding Directorial Achievement in Comedy Series" per un episodio di Innamorati pazzi, serie di cui ha diretto 31 episodi tra il 1995 ed il 1999.
Ha lavorato anche su diversi videogiochi tra cui Pandemonium, God of War, Final Fantasy XIV, Blur e la serie di Uncharted.

## Vita privata
Il regista e designer delle luci Peter H. Hunt era suo fratellastro.
Dal 1995 alla morte (2016) è stato sposato con l'attrice B. J. Ward.
Dal precedente matrimonio, quello con Jane Elizabeth Novis, è nata sua figlia Helen Hunt, diventata poi attrice e regista.

## Riconoscimenti
- Directors Guild of America
  - 1996: "Outstanding Directorial Achievement in Comedy Series"